# Palazzo Giorgio Spinola
Il palazzo Giorgio Spinola è un edificio storico italiano, sito in salita di Santa Caterina 4, nel centro storico di Genova. È uno dei Palazzi dei Rolli designati, al tempo della Repubblica di Genova, a ospitare gli ospiti di alto rango per conto del governo, durante le visite di stato.
L'edificio è fra i 42 palazzi dei rolli selezionati e dichiarati Patrimonio dell'umanità dall'UNESCO il 13 luglio 2006.

## Storia e descrizione
Il palazzo fu iscritto nel rollo del 1588 a nome degli eredi di Gio Batta Spinola, probabilmente poco dopo essere stato edificato. Fu eretto nella contrada degli Spinola di Luccoli, accanto all'antico convento di Santa Caterina (fondato dalle Clarisse nel 1228). In seguito passò ad Agostino Ayrolo.
La scala loggiata che si svolge attorno al cortile interno con fontana (coperto nel corso del Novecento) conduce a un'ampia area verso villetta Dinegro.
Nel 1798 apparteneva ancora alla famiglia Ayrolo, che lo rinnovò: sostituendo il portale esterno in marmo, aggiornando i particolari dell'atrio, aggiungendo le ringhiere alle finestre e decorando i salotti. Qui visse il Doge Giovanni Battista Ayroli (1783-85).
Nel XIX secolo, prima del 1818, passò ai Franzoni, e infine alla famiglia Tedeschi. Una manutenzione di fine Novecento ha ripristinato la decorazione a quadrature delle facciate prospicienti salita di Santa Caterina e salita Di Negro.

## Galleria d'immagini

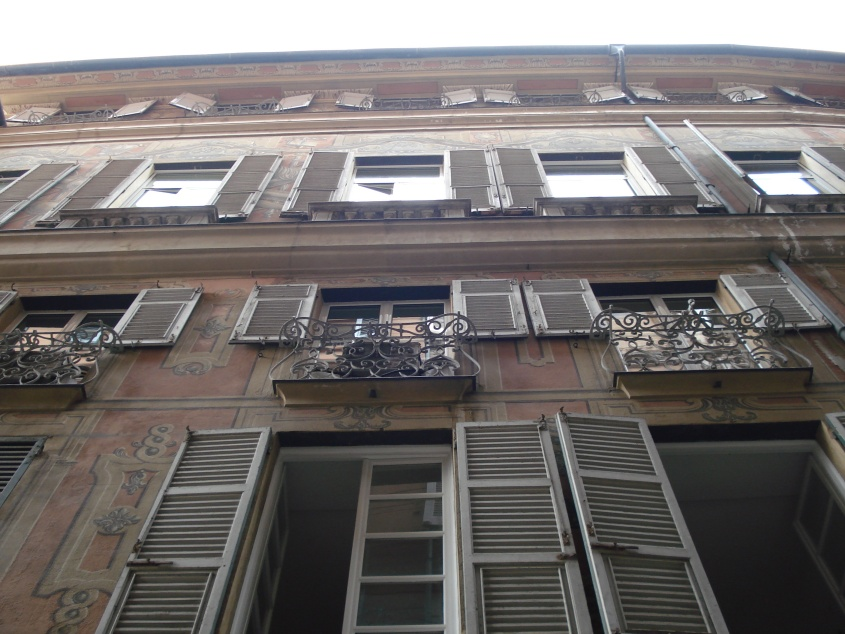
La facciata del palazzo
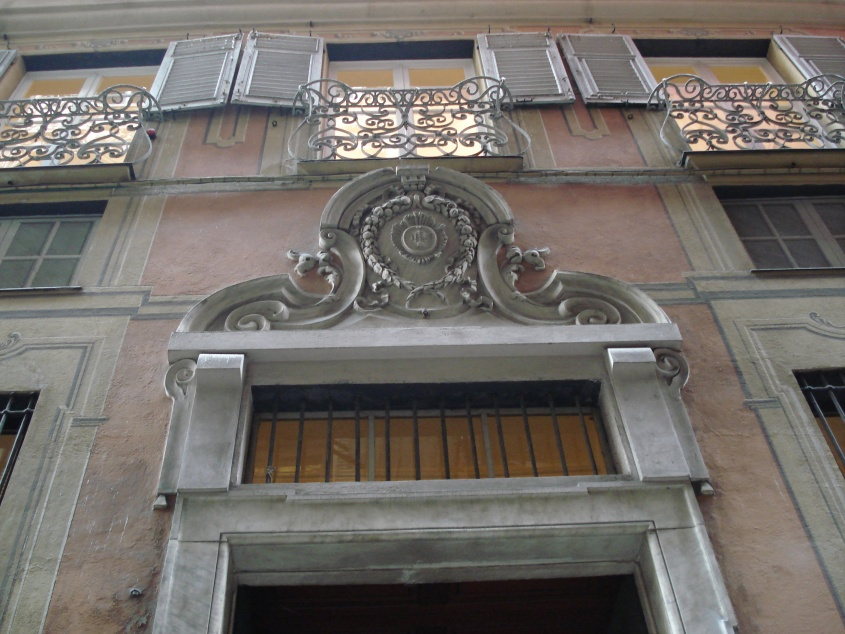
Il portale del palazzo
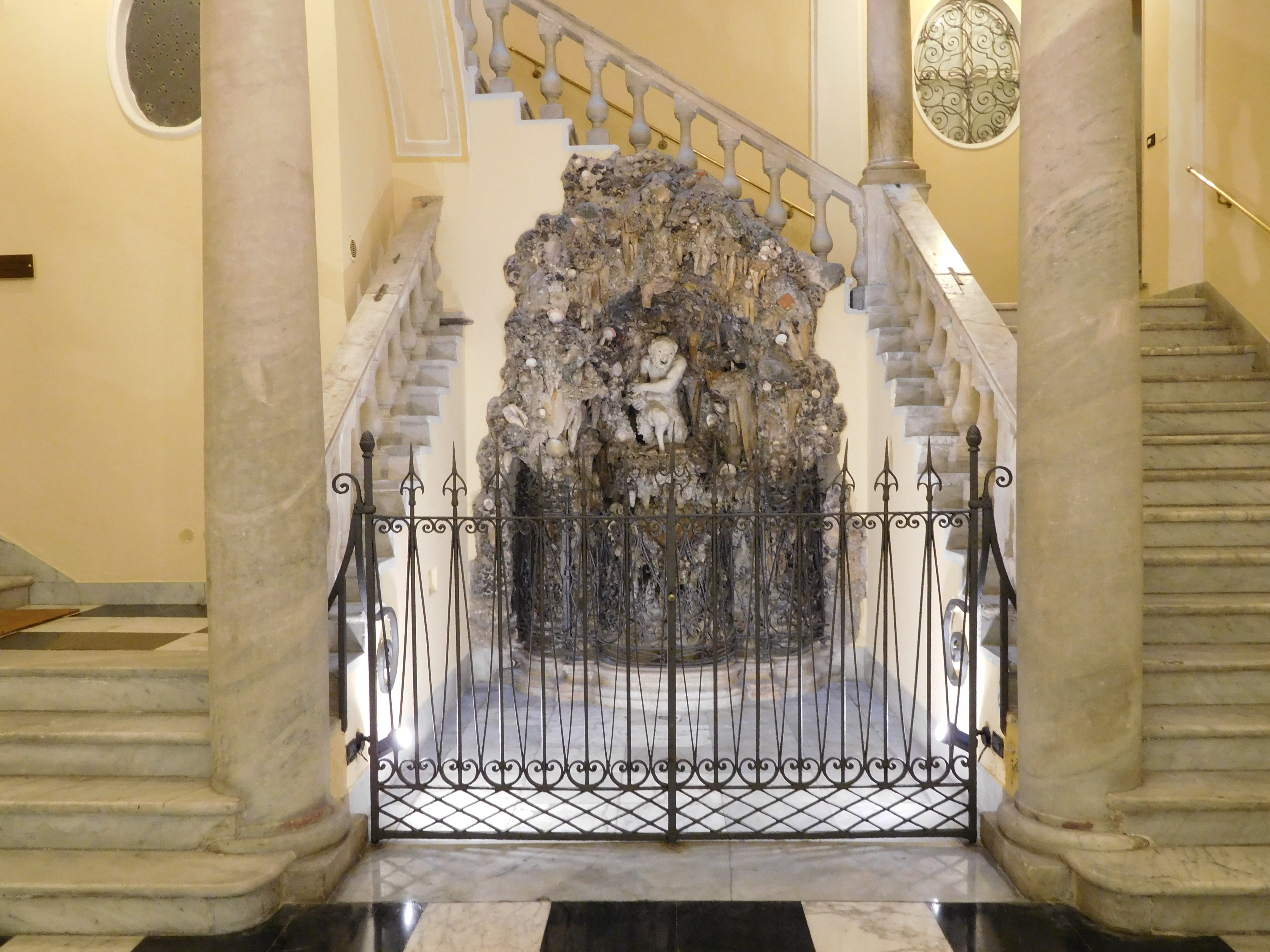
Fontana dell'atrio in forma di ninfeo